# Paratype ira
Paratype ira är en fjärilsart som beskrevs av Druce 1889. Paratype ira ingår i släktet Paratype och familjen björnspinnare. Inga underarter finns listade i Catalogue of Life.